# Borne (Haute-Loire)
Borne ist eine französische Gemeinde mit 405 Einwohnern (Stand: 1. Januar 2022) im Département Haute-Loire in der Region Auvergne-Rhône-Alpes (vor 2016 Auvergne); sie gehört zum Arrondissement Le Puy-en-Velay und zum Kanton Saint-Paulien.

## Geografie
Borne liegt etwa 13 Kilometer nordwestlich von Le Puy-en-Velay am gleichnamigen Fluss Borne, in den hier der Bourbouilloux einmündet. Umgeben wird Borne von den Nachbargemeinden Saint-Paulien im Norden und Osten, Saint-Vidal im Süden und Südosten sowie Loudes im Westen.
Durch die Gemeinde führt die Route nationale 102.

## Bevölkerungsentwicklung
| Jahr                       | 1962 | 1968 | 1975 | 1982 | 1990 | 1999 | 2006 | 2011 | 2017 |
| Einwohner                  | 248  | 275  | 284  | 271  | 302  | 352  | 399  | 425  | 413  |
| Quellen: Cassini und INSEE |      |      |      |      |      |      |      |      |      |

## Sehenswürdigkeiten
- Kirche La Nativité-de-la-Sainte-Vierge

## Weblinks

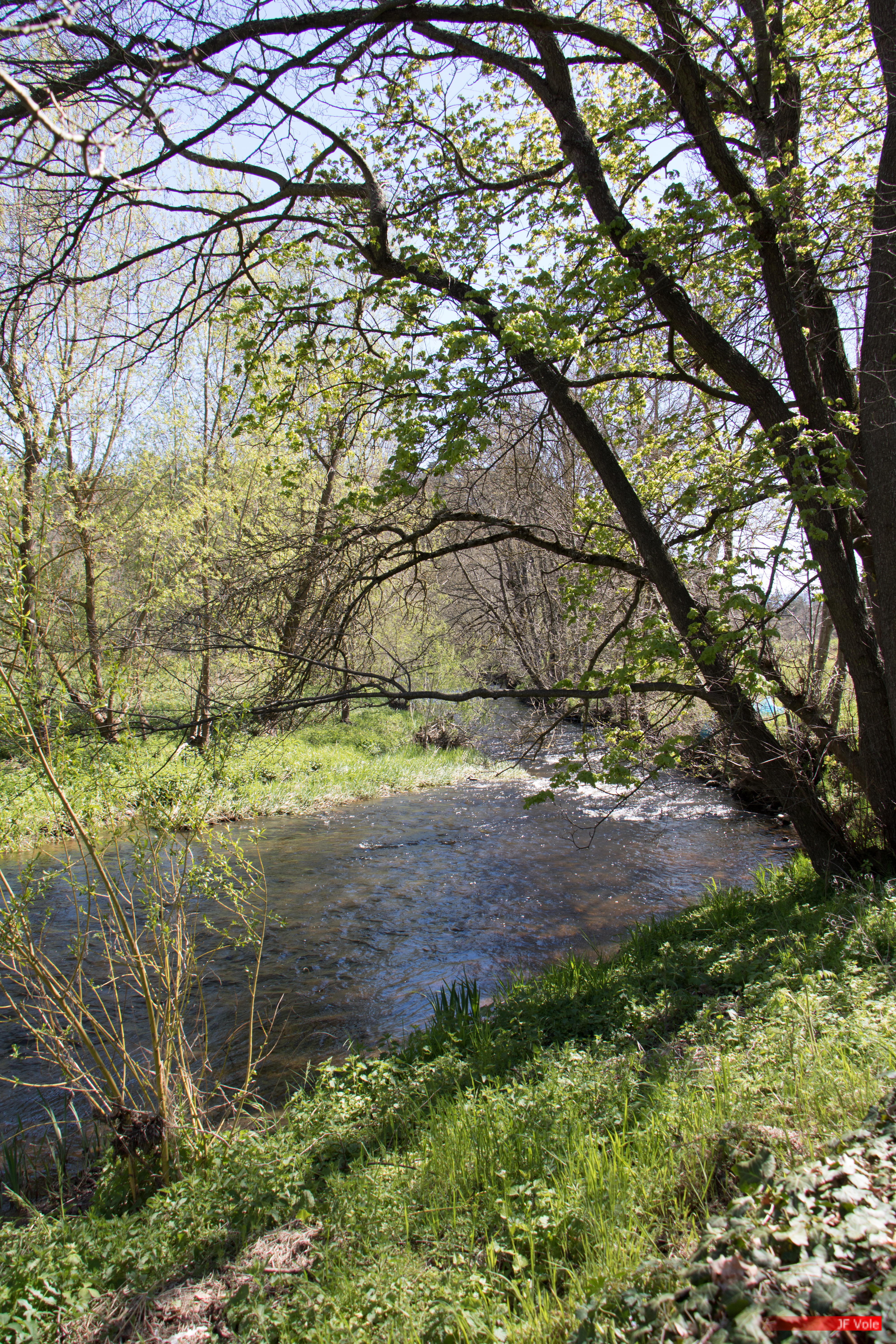
Der Fluss Borne im Ort Borne